# Brew
Brew (łac. supercilium) – łukowata wypukłość na kości czołowej nad oczodołem porastająca krótkimi włosami. Podstawową jej funkcją jest ochrona oka przed dostaniem się do niego potu i wody deszczowej (również krwi przy urazach głowy).
Włosy brwi różnią się budową histologiczną od tych porastających większą część ludzkiego ciała. Cecha wyróżniająca to część rdzenna. Upodabnia ona włosy ludzkich brwi i rzęs do sierści innych zwierząt.
Gęstsze brwi występują u mężczyzn oraz u osób młodszych. Zabiegi polegające na modelowaniu brwi w celu uzyskania symetrii prowadzą do postrzegania twarzy jako atrakcyjniejszych. 
Golenie brwi wraz z całym owłosieniem głowy było zabiegiem stosowanym przez kapłanów Starożytnego Egiptu, a w modzie występowało od średniowiecza. W osiemnastowiecznej Anglii przyklejano na ich miejsce „mysie skórki”, w okresie dwudziestolecia międzywojennego natomiast rysowano nad nimi delikatne kreski. W Iranie modyfikacja brwi związana jest z obrzędem przejścia ze stanu wolnego do małżeńskiego u kobiet. Dzień przed jej ślubem nadaje się im kształt przypominający znak diakrytyczny daszka.